# Vantaa
Vanda (svensk: Vanda, finsk: Vantaa) er en by og kommune i det sydlige Finland, der med et indbyggertal (pr. 2008) på cirka 195.000 er landets fjerdestørste by. Byen ligger i Helsinki-regionen, og er bl.a. venskabsby med den danske by Kongens Lyngby.
Den tidligere dobbelte verdensmester i Formel 1, Mika Häkkinen, er født i Vanda.

## Historie
Navnet Vanda blev taget i brug i 1972 da kommunen fik status af handelsplads. De første kilder om byen kalder den Helsinge i 1351 da kong Magnus Eriksson af Sverige gav det estiske kloster i Padise rettigheder til at fiske efter laks i floden Vanda. Kommunen var tidligere kendt som Helsingfors landskommun "Helsinki landkommune". Strømfaldene i floden Vanda var kendt som Helsingfors, hvorfra det nuværende svenske navn på Helsingfors kommer fra.
Helsinki Lufthavn blev i 1952 opført i Vanda.
I 1972 blev kommunen omdøbt til Vanda og forfremmet til handelsplads, (Vanda köping), og i 1974 blev den endeligt omdøbt til Vanda stad.
11. oktober 2002 blev byen ramt af en eksplosion fra en bombe i det lokale Myyrmanni indkøbscenter, der dræbte 7 personer, inklusiv bombemanden, en 19-årig kemistuderende fra Esbo-Vanda tekniska institutet.

## Ekstern henvisning
1. ↑  Finland's preliminary population figure was 5,608,218 at the end of February 2024, Statistikcentralen (fra Wikidata).

- Wikimedia Commons har flere filer relateret til Vantaa
- Vanda (svensk) – Vandas vision (svensk)